# Загражден (област Плевен)
Вижте пояснителната страница за други значения на Загражден.
Загра̀жден е село в Северна България, пристанище на река Дунав. То се намира в община Гулянци, област Плевен.

## География
Разположено е по ниския дунавски бряг, непосредствено южно от дигата на Чернополската низина (до 1942 г. - Карабоаз) - една от най-големите бивши заливни тераси на р. Дунав. Съседните села са Байкал, и Гиген на запад, Дъбован на изток и Брест на юг. Отсреща Дунава, на румънския бряг, са гр. Корабия и село Гърков. На северозапад от селото е румънският о-в Корабия/рум.Ostrovu Băloiu/. Умерено-континентален климат. Алувиални почви.

## История
Село Загражден е разположено на дълга и висока (ок. 20 м.) пясъчна могила, която е оставала като остров сред водите при пролетните разливи на р. Дунав. Едно от старите имена на селото е Кърна могила („отрязана могила“ или „могила без връх“ т.е. плато). Първите заселници са използвали високото място сред дунавските блата като удобна лодкостоянка и площ за строеж на колиби. В пясъчните кариери около селото (далеко от сегашния бряг на р. Дунав) при случайни находки са откривани следи от мрежи с поплавъци и части от плоскодънни лодки. През палеолита и неолита в източната част на днешното село (до бившата мандра) е съществувала селищна могила (по данни на Исторически музей-Плевен). Това може би е най-западната открита селищна могила по българския бряг на Дунав.
На запад (10 км) от „могилата“ се е намирал древноримският град Улпия Ескус (при днешното с. Гиген), а на изток (около 25 км) - кастелът Утус (при днешното с. Милковица).
Все още по Стария плаж, северно от Загражден се откриват древни останки като керамика, пирони, монети, обеци, малки фигурки, някои от тях златни. Много сечени монети са намирани и във вече запустелите лозя на 4 км южно от селото.
По дунавския бряг, между селата Гиген и Загражден, по средата между километър 634 и километър 635 от българския участък на реката се намират останки от римски мост. Той е бил построен при управлението на император Константин Велики (306-337 г.). Строителството му било поверено на Теофил - военен конструктор и хидроинженер, заемал високи служебни длъжности. Мостът, дълъг 1150 м., е свързвал двата бряга на реката срещу Улпия Ескус и Сукидава (днес Челей, Румъния). Пилоните му са били изградени от камък, а конструкцията от дърво и камък. Днес в реката са открити три масивни каменни пилона с правоъгълна форма (19 х 26 м.). Заради тези пилони в по-старите лоции за река Дунав пише, че е опасно да се плава при ниски води в близост до брега. Каменно-дървеният мост е бил открит тържествено и осветен на 5 юли 328 г. За събитието лично император Константин пристигнал от град Никомедия в Мала Азия и отседнал за няколко дни в Ескус.
В немска карта от 1849 селото е отбелязано като Гринду (Grindu), вероятно от румънското grind (хълм). 
По време на османското владичество селото се е казвало Тепе или Тепекьой (от тур. tepe – могила). Също се споменава и като Изворящо Тепе и Курна Могила. Вероятно по това време българите са го наричали и с името Могила. След обезлюдяването му от кърджалиите в края на 18 век, в началото на 19 век в селото през Дунава прииждат власи от южните части на областта Олтения (Румъния). Това са главно безимотни селяни от румънските села (Гърков, Силищиора, Въртоп, Дашова, Излаз и др.), намиращи се между гр. Корабия и гр. Турну Мъгуреле. Власите са бягали от непосилния феодален гнет на едрите румънски земевладелци (чокоите) и намират на българския бряг изоставени села и свободна орна земя. Тези трансгранични преселвания са били стимулирани от османската власт, защото дунавските територии на Империята са били почти обезлюдени вследствие на войните с Австрия и Русия и кърджалийските вълнения. По това време селото започва да се нарича Мъгура (от рум. măgură - могила). Така е наречено от власите, който започват да живеят в него. Това име носи до 1934 г., когато е преименувано на Загражден.
Всяко от имената на селото означава „могила“, защото селото винаги е оставало над водата при преливанията на Дунава, до създаването на Карабоазката дига (дълга 38 км и 600 м – от с. Искър до гр. Гулянци), построена в периода 1929-1931 гг. Името Загражден произлиза от „заградата“, т.е. дигата, която откъсва селото от Дунава.
Исторически първото писмено споменаване на името на селото е от 1779 г. Австрийският имперски интернунций барон Херберт фон Раткел, плавал надолу по течението на Дунав, съставя лоция, наречена „План на реката Дунав от Землин до Русчук“. Там е написано: „Върху останалия напълно равен бряг е разположено в края на няколко хълма селото Депекьой (Тепекой). По тези места Дунав е широк около 450 сажена.“
Следващото по време историческо свидетелство за селото е от 10 април 1830 г. - влашки документ, наречен „Списък на 528 семейства бежанци, минали Дунава при Оряхово по време на Rуско-турската война 1828/29, за да се заселят във Влашко“. Там се споменава, че от село „Мъгуръ“ във Влашко са се изселили две групи бежанци - първата власи, отишли в село Силищоара, поименно - „Лупу Вижулие, Георге Молоня, Иван Доша и брат му Митре, Раду Куркъ, Стан Шоанъ“ и втората българи, отишли в село Чилиени, съответно - „Симион син на Димитър, Велико син на Ангел, Панъ син на Димитър, Иван син на Златар“. Този документ е показателен с това, че към 1828 г. селото е било смесено българо-влашко. Вероятно тогава е битувало и името му „Кърна могила“, полукалка от румънската дума cîrnă т.е 'чипа' и българската дума могила. По повод на този документ и други подобни В.Трайков и Н.Жечев в своята книга „Българската емиграция в Румъния“ пишат- „Преминаването на българите продължава през цялото време на войната от 1828-1829 г. Заедно с тях се изселват и власите покрай Дунав, преминали в България по-рано поради гоненията на боерите. За такива преселници говорят редица документи от 1829 г., когато смесена група от българи и власи се изселват в Олтения и е настанена в окръзите Долж и Романац.“
Хронологично третото по ред историческо свидетелство за селото е османо-турски документ от 1865 г.- „Преброявания в Дунавския вилает“. Там е написано- „Село Мъгура – 66 домакинства-власи“. Документът е показателен за това, че към средата на 19 в. етническият състав на селото е станал вече еднороден т.е. само влашки/румънски/. Вероятно по това време името „Кърна могила“ е заменено напълно с „Мъгура“.
В 1900г. се разрешава на населението на Черчелан и Мъгура да се пресели в селата Брест, Гигенска махала и Славовица и му се предоставя държавния соват „Гърлец“, на пространство 4900 декара. В 1905г. Черчеланската община се преименува в Мъгурска община и центърът се премества в Мъгура.

## Произход и език на местното население
Жителите от съседните на Загражден села наричат местните „власи“. Загражденчени също се самоназовават с този етноним, но на въпроса какъв език говорят, отвръщат „румънеще“ т.е. румънски. Понеже жителите на селото нямат спомени за своята по-стара история, диалектът, говорен от тях, е ключът за изнамирането на произхода им. В диалекта на власите от Загражден, като и в езика на влашкото/румънско/ население между долните течения на реките Искър и Вит има една фонетична особеност, наречена „палтализация на лабиалните съгласни“. Подобна палатализация има и в езика на румънците, живеещи в селата между гр. Корабия и гр. Турну Мъгуреле. пример за това: в Загражден с палатализация думите се произнасят така – mn'el[мн'ел]'агне', mn'ere[мн'ере] 'пчелен мед', mn'ercuri[мн'еркури] 'сряда' и др. за разлика от книжовния румънски, където звучат така - miel[миел], miere[миере], miercuri[миеркури] и др. Обаче също такава палатализация се открива в диалекта, говорен в Южна Трансилвания, по-точно в областта Фагараш и селищата около гр. Брашов. Това е показателно за посоката т.е.север-юг, в която през вековете се е извършила миграцията на въпросното румънско население или конкретно- 1. Фагараш – Брашов 2. Корабия – Т.Мъгуреле 3. Искър – Вит. Обяснение на палатализацията в Южна Олтения/Корабия-Турну Мъгуреле/дава румънският езиковед D.Macrea в своята студия: „Също с трансилвански произход може да се обясни областта на палатализация в Южна Олтения, която е създадена на място, където заедно със своите стада са зимували трансилванските овчари от районите на Сибиу, Хунедоара и Трансилванското поле. Местата с най-добър климат при устията на реките Жиу и Олт са били териториите, където преимуществено са слизали да зимуват овчарите от Трансилвания“. Друго много по-логично обяснение на проблема е емиграционната политика на Виена по време на австрийската окупация на Олтения/1718-1739 г./. През този период населението на областта се е увеличило трикратно и то за сметка на бежанци, най-голямата част от които са били от Трансилвания. Румънските бежанци от Южна Трансилвания и най-вече от саксонските области, т.нар.Fundus regius/територията между гр. Сибиу и гр. Брашов/ били настанявани в селища в Южна Олтения покрай река Дунав. Тези села имали специален статут и се наричали „слобозии“. Срещу известни привилегии и по-ниски данъци жителите им се задължавали да охраняват границата с Османската империя. Тези полувоенни формирования, подобни на казаците в Украйна, се наричали „пандури“, а по народному се назовавали „хайдути“. От това „ядро“ в Южна Олтения /Корабия-Т.Мъгуреле/ през първата половина на 19 в. са дошли власите/румънци/, заселили Мъгура.

## Кухня
Характерното ястие е „Моаре де пеще“ (от румънското moare de peşte – „рибна саламура“), наричано още „моричика“ и „прясол“. В останалите части на България това ястие е известно и като „влашка саламура“. Приготвя се по следния начин: изпържвате добре, оваляна в царевично брашно (малай) която и да е прясна дунавска риба (най-добре таранка или уклей), или изпичате във фурна едно пиле. Слагате на котлона тенджера с 2 л. вода, щом заври я отдръпвате от котлона. Добавяте изпеченото месо на късчета в предварително подправената със сол и оцет на вкус вода заедно с 1 глава счукан чесън, 5-6 изпечени и обелени чушки и 2-3 люти – пресни или сухи, сол. Консумира се гореща.

## Личности
- Йордан Стефанов (8 януари 1908 – 18 юни 1993) – Български дипломат